# Santa Catalina (Ilocos Sur)
Pour les articles homonymes, voir Santa Catalina.
Santa Catalina est une municipalité de 5e classe située dans la province d'Ilocos Sur aux Philippines. Selon le recensement de 2010 elle est peuplée de 13 597 habitants.

## Barangays
Santa Catalina est divisée en 9 barangays.
- Cabaroan
- Cabittaogan
- Cabuloan
- Pangada
- Paratong
- Poblacion
- Sinabaan
- Subec
- Tamorong